# سیارک ۴۵۵۶
سیارک ۴۵۵۶ (به انگلیسی: 4556 Gumilyov، نامگذاری:1987QW10) چهار هزار و پانصد و پنجاه و ششمین سیارک کشف شده‌است که در ۲۷ اوت ۱۹۸۷ کشف شد.
قدر مطلق سیارک برابر ۱۳٫۱۰ است.